# Union populaire pour la libération de la Guadeloupe
Pour les articles homonymes, voir Union populaire.
L'Union populaire pour la libération de la Guadeloupe (UPLG) est un parti politique guadeloupéen, fondé en 1978 par Lucien Perrutin et Jean Barfleur comme évolution du Groupe d'organisation nationale de la Guadeloupe (GONG). Il lutte en faveur de l'indépendance de l'île.

## Histoire
L'UPLG est fondé en 1978 par des anciens du GONG, une des premières organisations indépendantistes guadeloupéennes.
Le 13 décembre 1981, afin de regrouper les forces syndicales de gauche et les indépendantistes, elle constitue le Mouvement pour l’unification des forces de libération nationale de la Guadeloupe (MUFLNG). Cependant, le MUFLNG se voit concurrencé par des groupes armés plus actifs comme le Groupe guadeloupéen de libération armée, le Mouvement populaire pour la Guadeloupe indépendante ou l’Armée de libération nationale.
En 1982, l'organisation s'oppose dans une conférence de presse à la loi de décentralisation et contre ce qu'elle appelle le « colonialisme français ». Ce vif rejet conduit à une initiative commune avec le Mouvement indépendantiste martiniquais et le Front National de libération de la Guyane.
En parallèle, le mouvement indépendantiste se radicalise : entre mars et novembre 1983, l’Alliance révolutionnaire caraïbe (ARC) de Luc Reinette — arrêté en 1984 —, organisa plusieurs attaques terroristes . L'UPLG leur apporte un relatif soutien. Elles se sont poursuivies jusqu’en 1989.
Le 24 juillet 1984, à Pointe-à-Pitre, 4 membres de l'UPLG décèdent dans l’explosion de bombes destinées à un attentat, parmi eux l'architecte Jack Berthelot, l'infirmier psychiatrique Michel-Etienne Uranie, l'enseignant François Casimir et l'ouvrier agricole Fred Pineau,.
En avril 1989, l'UPLG abandonne la lutte armée et organise des manifestations à Port-Louis afin de demander la libération des prisonniers politiques. Ces dernières provoquent de violents affrontements avec la police.

## Organisation

### Liste des secrétaires généraux
L'actuel secrétaire général est Jean-Jacob Bicep qui a succédé à Gaston Samut le 4 décembre 2022.
| Début         | Fin           | Identité                    | Qualité                                                        |
| ------------- | ------------- | --------------------------- | -------------------------------------------------------------- |
| ?             | mai 2003      | Claude Makouke              | Médecin                                                        |
| mai 2003      | décembre 2010 | Éric Desfontaines           | Professeur de comptabilité Adjoint au maire de Vieux-Habitants |
| décembre 2010 | avril 2018    | Marie-Christine Myre-Quidal | Enseignante                                                    |
| décembre 2022 | en cours      | Jean-Jacob BICEP            | Géographe                                                      |

### Élus
- Jean Barfleur, maire de Port-Louis entre juin 1995 et février 2014.

## Résultats électoraux

### Élections régionales
| Année | 1er tour | 1er tour | Sièges | Rang | Tête de liste               |
| Année | Voix     | %        | Sièges | Rang | Tête de liste               |
| ----- | -------- | -------- | ------ | ---- | --------------------------- |
| 1992  | 6 674    | 5,49     | 2 / 41 | 6e   | Roland Thésauros            |
| 1993  | -        | 7,75     | 3 / 41 | 4e   | Roland Thésauros            |
| 1998  | 5 390    | 4,11     | 0 / 41 | 6e   | Roland Thésauros            |
| 2004  | 5 874    | 3,94     | 0 / 41 | 4e   | Soutien Ary Broussilon      |
| 2010  | 17 175   | 12,40    | 4 / 41 | 3e   | Soutien Éric Jalton         |
| 2015  | 697      | 0,50     | 0 / 41 | 10e  | Marie-Christine Myre-Quidal |
| 2021  | 8 591    | 9,39     | 0 / 41 | 3e   | Ronald Selbonne             |

### Élections cantonales
Cantonales 2011
- Canton de Anse-Bertrand : Jean-Marie Hubert, élu (1er tour : 27,27%, 2d tour : 56,83%)
- Canton de Capesterre-Belle-Eau-1 : Philippe Rollé	(1er tour : 4,78%)
- Canton de Petit-Bourg : Ary Broussillon, battu (1er tour : 22,50%, 2d tour : 33,05%)